# Le Suroît
Pour les articles homonymes, voir Suroît.
Le Suroît était un navire de recherche scientifique affrété par l'Ifremer. Il a été construit en 1975 et modernisé en 1999. Le navire est sorti de la flotte opérationnelle en 2016 et vendu en 2017 à un armateur privé.

## Les missions
Le Suroît pouvait assurer des recherches de différents ordres :
- bathymétrie,
- carottage, dragage, chalutage à perche,
- sismique haute résolution et très haute résolution,
- bathysonde / hydrologie,
- remorquage d'engins du type système acoustique remorqué (SAR),

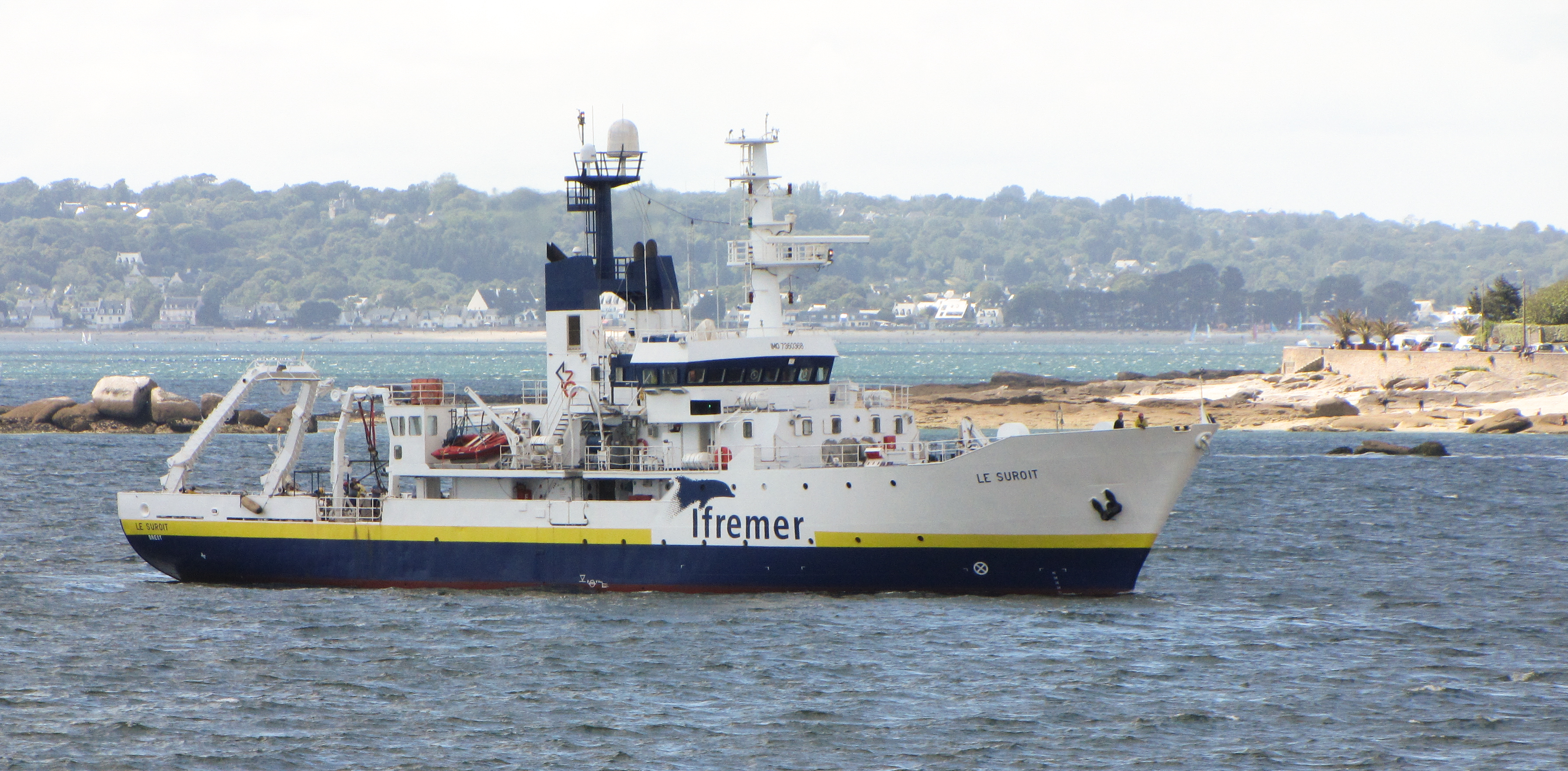
Le Suroît, à l'entrée de Concarneau.

- mouillages, travaux de station.